# Ataxie van Friedreich
De ataxie van Friedreich  of spinocerebellaire ataxie is een autosomaal recessieve erfelijke aandoening, die voor het eerst rond 1860 werd beschreven door de Duitse patholoog en neuroloog Nikolaus Friedreich. Een ataxie is een samenvattend begrip voor verschillende verstoringen van het evenwicht en de bewegingscoördinatie.
De ataxie van Friedreich ontstaat mede door uitval van somatosensibele informatie. De ziekte start met degeneratie van de primaire sensibele neuronen in de
achterwortels en van de achterstrengen in het ruggenmerg. Later treedt degeneratie op van de spinocerebellaire en corticospinale banen en van sommige delen
van het cerebellum en de hersenstam. Door deze banen loopt de zogenaamde fijne tast en de druk- en de spanninginformatie van het lichaam naar de cortex. Mensen die hieraan lijden hebben weinig tot geen gevoel van positie en zijn slecht in het herkennen van passieve bewegingen en vibraties. Wanneer deze mensen lopen, ondersteunen ze het lichaam op een brede basis, zetten de benen ver uiteen en hebben ze de neiging om te schuifelen en te wankelen.
De ataxie van Friedreich is de meest voorkomende, aangeboren ataxie. Naar schatting lijdt 1 op de 50.000 Amerikanen aan deze vorm van ataxie. De prevalentie en incidentie is gelijk verdeeld over de seksen. De ataxie van Friedreich wordt weleens verward met de ziekte van Duchenne. Terwijl de ziekte van Duchenne het resultaat is van spierweefseldegeneratie , is de ataxie van Friedreich het resultaat van zenuwdegeneratie met een erfelijke factor. Er is nog geen behandeling voor deze aandoening gevonden. Wel kunnen de symptomen behandeld worden.

## Symptomen
De eerste symptomen van de ataxie van Friedreich doen zich meestal tussen het vijfde en vijftiende levensjaar voor. De symptomen ontwikkelen zich langzaam progressief. Enkele symptomen die zich voor kunnen doen zijn:
- Spierzwakte in armen en benen
- Coördinatieproblemen
- Beperkt gezichtsvermogen
- Gehoorverlies
- Onduidelijke spraak
- Scoliose
- Diabetes mellitus
- Hartaandoeningen (atriumfibrilleren, cardiomyopathie)

Kenmerkend voor de aandoening is de afwezigheid van diepe peesreflexen, zoals de kniepeesreflex.